# Сичово (Бокситогорський район)
Сичово (рос. Сычово) — присілок Бокситогорського району Ленінградської області Росії. Входить до складу Самойловського сільського поселення.
Населення — 4 особи (2003 рік).